# 86K-7 (route russe)

L'autoroute 86K-7 (russe : Автодорога 86K-7) est une autoroute régionale du raïon de Suojärvi en république de Carélie en Russie.

## Parcours
L'autoroute 86K-7 part de Porajärvi et va jusqu'à Mujejärvi.
Elle a une longueur de 153 kilomètres.